# Эсколания де Монсеррат
Эсколания де Монсеррат (кат. Escolania de Montserrat) при монастыре Монсеррат — один самых древних детских хоров в мире. Есть документы, подтверждающие его существование в XIV веке. Тогда же сделаны первые изображения группы певчих в туниках, которые и сегодня придают неповторимость внешнему виду хора.

## История
Хор состоит из 50 детей, от 9 до 14 лет. Набор производится среди детей, проживающих в Каталонии, на Балеарских островах или в Валенсийском сообществе. Проживая в монастыре, певчие получают школьное образование параллельно с музыкальным. Они осваивают игру на двух музыкальных инструментах, вокал и хоровое пение. Хор участвует в литургии, но исполняет не только духовную музыку, но и классику для хоров. С 1968 года Эсколания начинает свою концертную деятельность за пределами Монтсеррат и выступает с концертами в Каталонии, а также в Европе и на других континентах.
Под долгим руководством Маэстро Падре Иренеу Сегарра (1953—1997) коллектив записал сотню дисков и удостоился многих престижных международных премий. Хор выступал с такими выдающимися коллективами, как Барселонский Оркестр Театра Йюре, Национальный Оркестр Камбра д’Андорра, Оркестр Гранады, Голландский оркестр «Мусика Дуцис Брабантие», Национальный Оркестр Барселоны и Каталонии. С этим оркестром, а также совместно с хорами «Кор Мадригал» и «Орфео Каталан» участвовал в Открытии Культурного Форума, исполняя «Военный реквием» Бенджамина Бриттена под управлением Мстислава Ростроповича. Хормейстеры Эсколании — выдающиеся музыканты, композиторы и дирижеры. В большинстве случаев они были монахами-бенедиктинцами из монастыря Монсеррат.

## Приложения
1. ↑  Лекция в Институте Сервантеса. Дата обращения: 2 июня 2013. Архивировано 17 июля 2013 года.